# Јакобешти (Алба)
Јакобешти (рум. Iacobești) насеље је у Румунији у округу Алба у општини Рошија Монтана. Општина се налази на надморској висини од 619 m.

## Становништво
Према подацима из 2002. године у насељу је живело 56 становника, од којих су сви румунске националности.